# Clément Davy
Clément Davy (ur. 17 lipca 1998 w Fougères) – francuski kolarz szosowy i torowy.
Davy jest medalistą mistrzostw Francji w kolarstwie torowym.

## Osiągnięcia

### Kolarstwo szosowe
Opracowano na podstawie:
2016
- 3. miejsce w Trophée Centre Morbihan
- 1. miejsce w mistrzostwach Francji juniorów (jazda indywidualna na czas)

2019
- 3. miejsce w Chrono des Nations U23

## Rankingi

### Kolarstwo szosowe
| Rok             | 2018  | 2019  | 2020 | 2021  | 2022  | 2023  |
| --------------- | ----- | ----- | ---- | ----- | ----- | ----- |
| World Ranking   | 2079. | 1528. | -    | 1545. | 2141. | 1715. |
| UCI Europe Tour | 1389. | 1018. | -    | 1088. | 1346. | -     |
|                 |       |       |      |       |       |       |
| Źródło: UCI     |       |       |      |       |       |       |